# Срібні Соколи
Срібні Соколи (афр. Die Silwer Valke, англ. Silver Falcons) — пілотажна команда ВПС Південно-Африканської Республіки. Виступають на п'яти літаках Pilatus PC-7 Mk II Astra (це базовий навчально-тренувальний літак ВПС ПАР) з позивними Falcon 1 — Falcon 5. Дислокуються на авіабазі Лангебанвег поблизу Кейптауна.
«Срібні соколи» виступали під час багатьох подій міжнародного значення (зокрема, на відкритті Чемпіонату світу з футболу 2010 року «Срібні Cоколи» виступили над стадіоном в Йоганнесбурзі), інавгурації кожного президента Південної Африки з моменту введення цієї посади у 1994 та мали честь стати одними з учасників церемонії останнього салюту на честь першого президента республіки Нельсону Манделі у 2013.

## Історія
Вперше пілотажна команда ПАР була створена у 1953 році під назвою Bumbling Bees. Ця група виступала на чотирьох літаках De Havilland Vampire. Вона регулярно брала участь в південноафриканських авіашоу, але наприкінці у 1958 була розформована.
У 1966 році Bumbling Bees було відновлено на літаках Aermacchi MB-326 Impala, виготовлених за ліцензією компанією Atlas Aircraft Corporation (нині Denel Aviation). У листопаді 1967 року команда вперше виступила під новою назвою під час офіційного відкриття Atlas Aircraft.
Протягом 1986 року команду розширили до 5 літаків, додавши соліста. Машини команди отримали помаранчево-біло-синю ліврею, що символізувала тодішній прапор Південно-Африканської Республіки.
«Срібні Соколи» базувалися у Лангебанвегі до початку 1990-х років, всі «Impala» було переведено на авіабазу Хоедспруїт — аеродром 85-ї бойової льотної школи. У 1994 році, з огляду на обрання нового національного прапору, літаки були перефарбовані в кольори ВПС ПАР: синій, світло-блакитний і білий. Вперше команда виступила у новій лівреї на інавгурації президента Мандели 10 травня 1994 року, коли здійснила проліт над Будинком Союзу в Преторії, пускаючи за собою різнокольоровий дим у кольорах нового прапора.
У 1998 році команда повернулася на авіабазу Лангебанвег, змінила літаки на Pilatus Astra і була скорочена до чотирьох літаків. Дев'ять років команда літала в стандартній червоно-білій лівреї «Astra».
У 2008 році команда була знову розширена до п'яти літаків, а кольорову схему було змінено на синьо-білу з кольорами південноафриканського прапору на хвості. Перший політ у новій лівреї відбувся у вересні 2008 року під час авіасалону Africa Aerospace and Defence Expo на авіабазі Істерплаат.

## Інциденти
- 16 квітня 1988 року під час виступу у Франсхуку[en] двигун одного з Aermacchi Impala команди загорівся у польоті через несправність димогенератора. Пілот капітан Кобус Грізель успішно катапультувався і не постраждав.
- 02 жовтня 1993 року під час авіашоу в аеропорту Лансерія[en] один з Aermacchi Impala команди розбився під час маневрів на малій висоті після того, як у нього в польоті відвалилося праве крило під час виходу з петлі. Пілот капітан Чарлі Руднік загинув при невдалому катапультуванні[1].

## Галерея

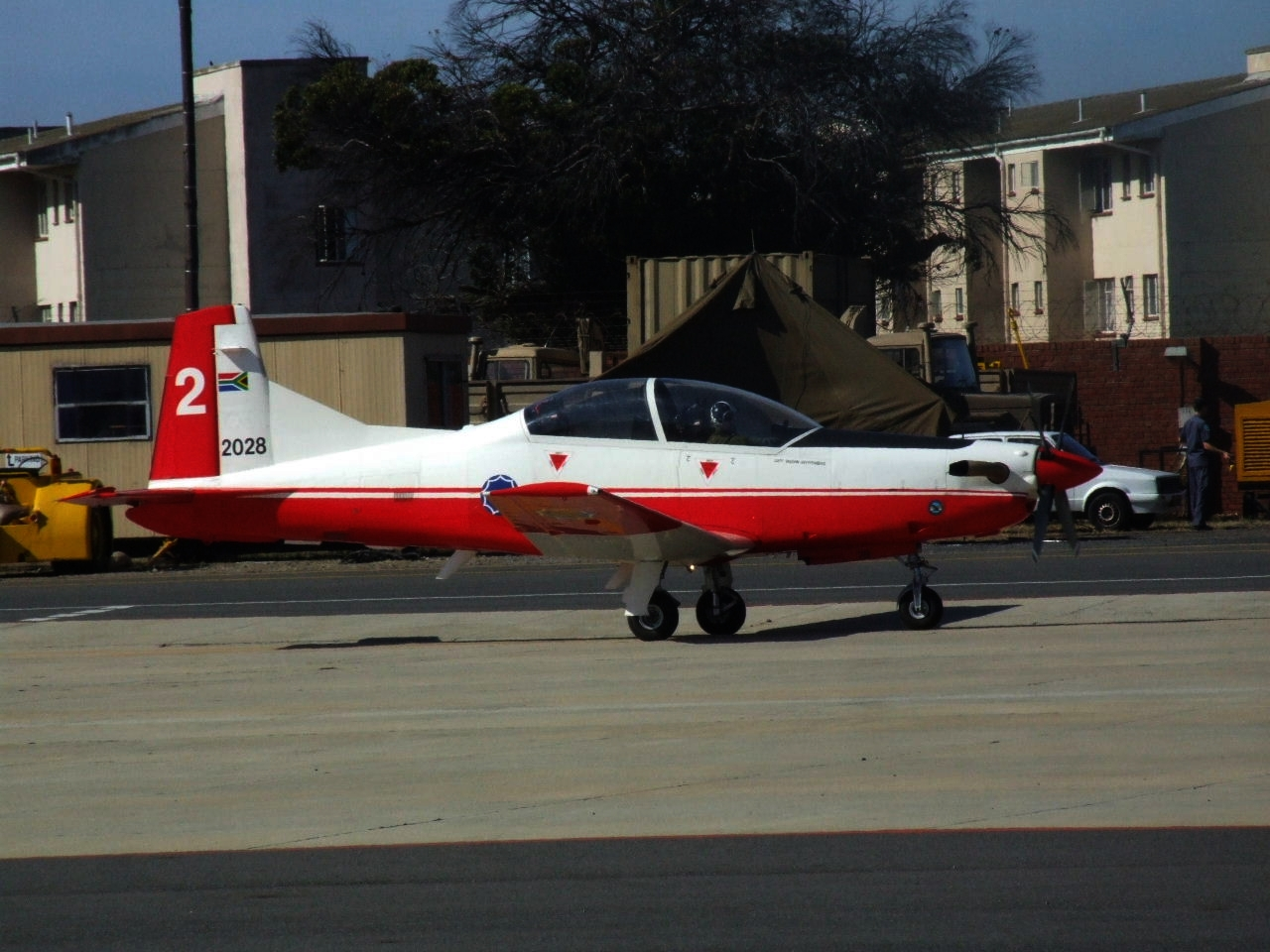
Один з літаків команди, 2005
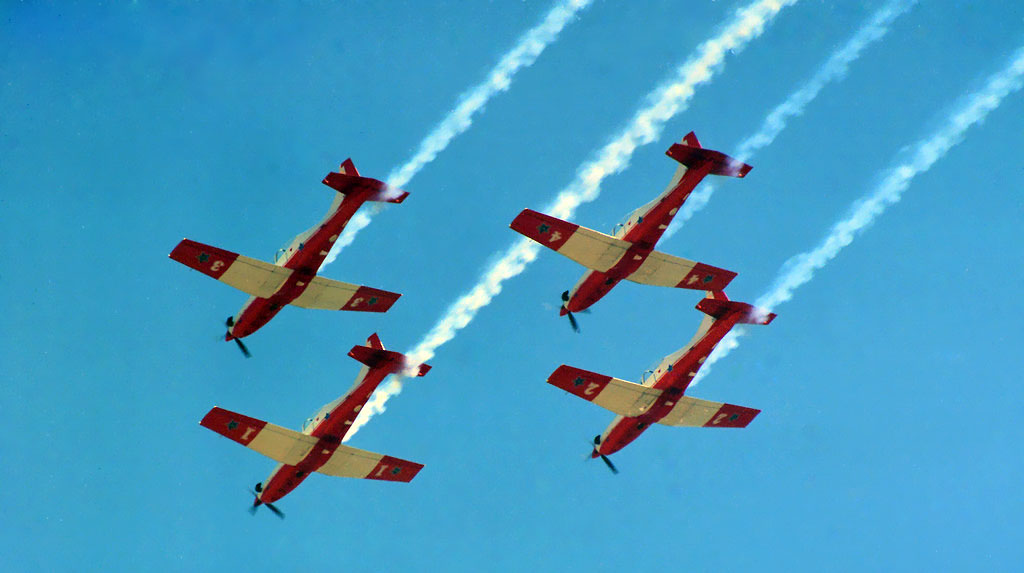
2002
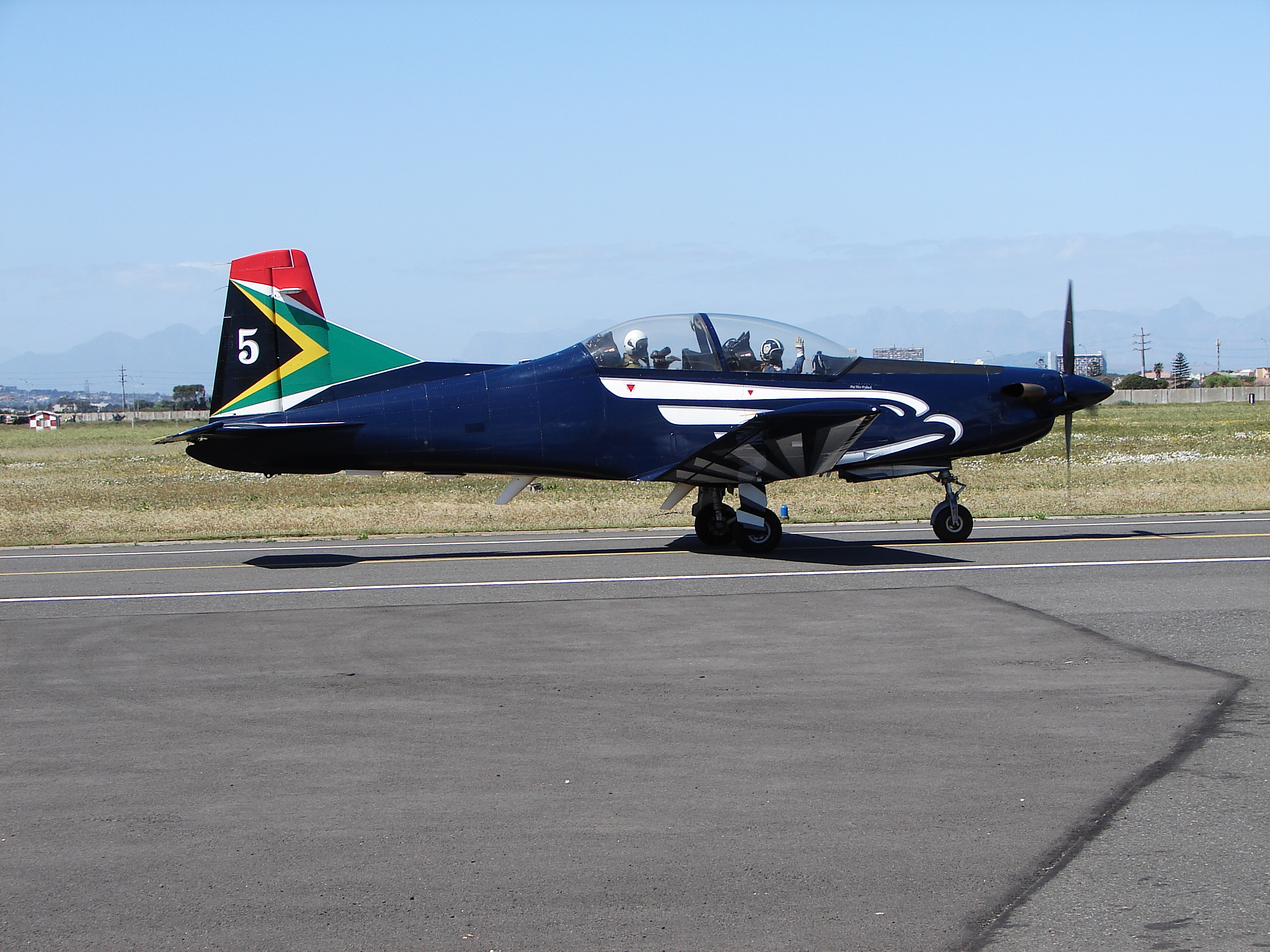
Один з літаків команди, 2008
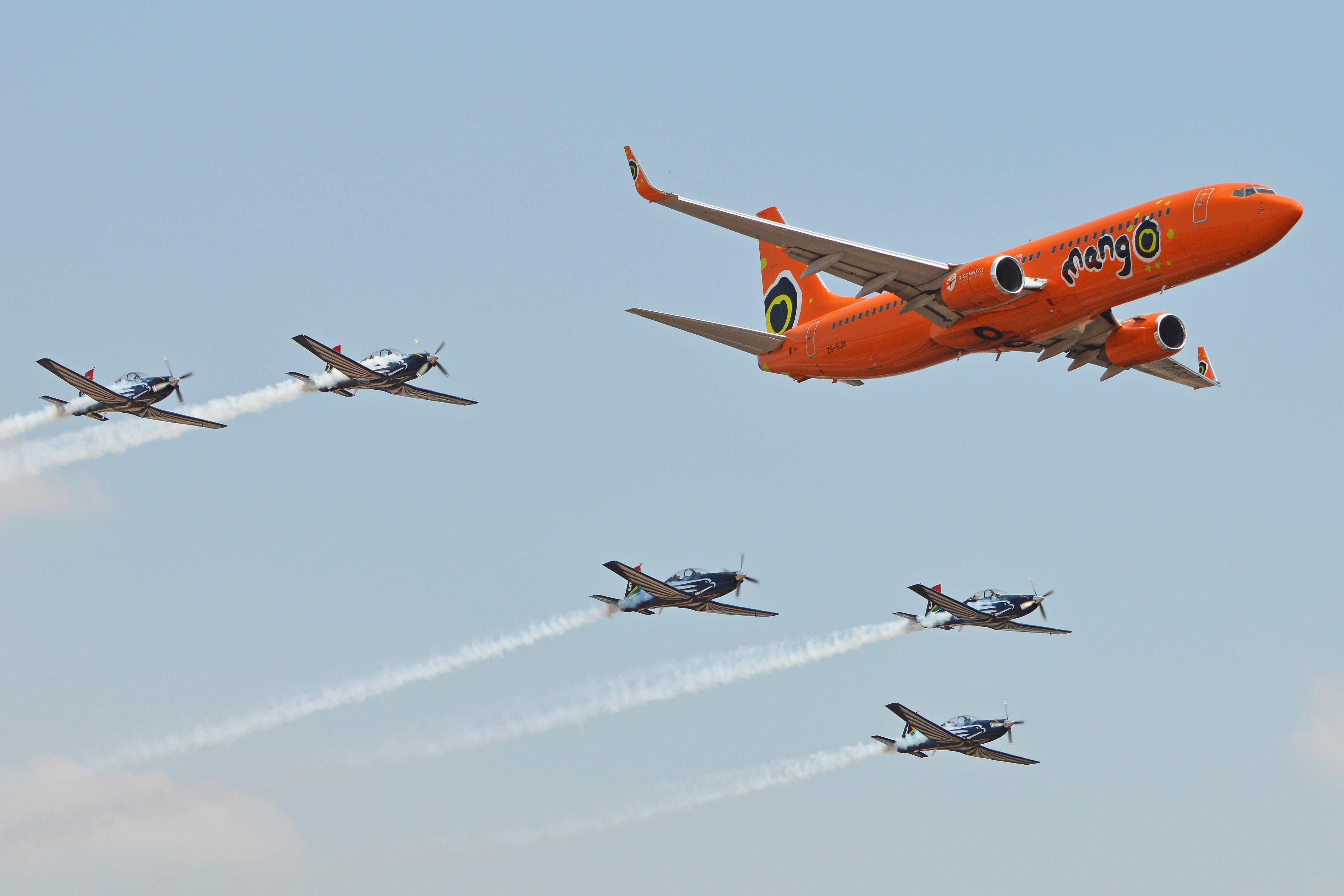
Разом з Boeing 737-8BG авіакомпанії Mango Airlines. African Aerospace & Defence-2014

Відео з фрагментами виступу 2008 року